# Atypophthalmus (Atypophthalmus) tamborinus
Atypophthalmus (Atypophthalmus) tamborinus is een tweevleugelige uit de familie steltmuggen (Limoniidae). De soort komt voor in het Australaziatisch gebied.